# Bukit Sikajang
Bukit Sikajang är en kulle i Indonesien.   Den ligger i provinsen Aceh, i den västra delen av landet, 1 500 km nordväst om huvudstaden Jakarta. Toppen på Bukit Sikajang är 866 meter över havet.
Terrängen runt Bukit Sikajang är huvudsakligen platt. Bukit Sikajang är den högsta punkten i trakten. Runt Bukit Sikajang är det ganska tätbefolkat, med 239 invånare per kvadratkilometer. Närmaste större samhälle är Langsa, 14,2 km norr om Bukit Sikajang. I omgivningarna runt Bukit Sikajang växer i huvudsak städsegrön lövskog.